# Pedro Foncea
Pedro Raúl Foncea Olivares (Recoleta, 29 de agosto de 1965) es un cantante chileno conocido por ser fundador de la banda De Kiruza, así como también por colaborar con diversos artistas tales como Tiro de Gracia y Gondwana. En televisión ha participado musicalizando telenovelas; en 1996 con el tema "Bakán" en Adrenalina, y en 1998 con el tema principal de Amándote, ambas de Canal 13.

## Carrera
Fundador y vocalista de la banda, fue a través de De Kiruza que Pedro Foncea dio a conocer masivamente el interés combinado por la raíz afrocaribeña y la canción social que lo ha distinguido como creador. Fundó esa banda en 1987 junto al cantautor Mario Rojas, y permaneció como su vocalista y principal rostro hasta la actualidad. Integrada por los músicos Cote Foncea (Lucybell) en batería, Felo Foncea en teclados, Sebastián Almarza (Congreso) en teclados, Leo Ahumada en guitarra, Toly Ramírez (Los Tetas) en bajo, desde Cuba, Tito Pérez en percusión y Tom Urrejola en coros. 
En 1991, junto a Javiera Parra, compiten en el XXXII Festival de Viña del Mar con la canción Tira la primera piedra, obteniendo el primer lugar.
Su trabajo solista incluye temas para televisión (destaca su grabación para "Amándote", para la teleserie homónima), grabaciones propias y la colaboración en una serie de discos de los años 90, incluyendo ahí trabajos de Tiro de Gracia y Gondwana. Destaca en el álbum Ser Humano!! en el tema Corsario universal.
Además fue futbolista cadete en Colo Colo, donde compartió cancha con Jaime Pizarro, Jaime Vera y Juan Gutiérrez.

## Discografía

### Con De Kiruza
- 1988 - De Kiruza
- 1991 - Presentes
- 1996 - Bakán
- 1998 - Éxitos grandes
- 2009 - Música p'al mundo